# S@ko
s@ko（さこ、本名：迫田 訓光（さこた のりみつ）、1975年4月2日 - 2019年5月4日）は、宮崎県を中心に活動したパーソナリティ、ローカルタレント。DJをするときは、DJ s@ko。

## 経歴・人物
- 宮崎県延岡市出身。宮崎県立延岡商業高等学校、宮崎産業経営大学経済学部卒業。
- 23歳の頃宮崎シティエフエムに入社、26歳の頃に上京しフジテレビアナウンストレーニングコース受講、28歳の頃に LOVE FMのSOUL FREINDSのAJ（ディスクジョッキー）を担当する。
- 仕事はパーソナリティやタレントが主だが、イベントMCやCM、ナレーションや結婚式の司会も行っている。
- 趣味はバイク、野球、ゴルフである。
- 2007年に娘が生まれ、父親になる。その後、息子が3人生まれ子供は4人儲けた。
- 同年の24時間テレビでは、高千穂町から宮崎市まで自転車で途中募金してもらいながら走破した。
- 2015年12月、筋萎縮性側索硬化症に罹患のためAREA J-MORNINGを降板。療養生活を送りながら活動していたが2019年5月4日の夜に死去[1]。44歳没。

## エピソード
- 2006年9月22日放送のAREA J-MORNINGでリスナーからの投稿で、「@の人」と呼ばれていた。勿論、名前に「@」が付いている事からで、本人も「そのように覚えて貰うのは嬉しい」と言っている。
- 2006年10月9日放送のAREA J-MORNINGで大学を一年留年したと告白し、同級生とハワイに卒業旅行に行けなかったと言い、「お母さんゴメン、私立なのに」と一年多く大学に通った事で仕送り面で人よりも多く面倒を掛けたと母親に詫びる発言もしている。
- 2006年8月、テレビ宮崎アナウンサー高橋巨典（当時）が、大塚範一の休暇の代役でめざましテレビにMCとして出演した際の裏側取材（毎年代理出演する際に裏側を取材し、その週のUMKスーパーサタデーJAGA2天国で放送している。）で、ジェームス・ブラウンの真似をしたジェームスとして行った際、取材日にダニエル・パウターがゲスト出演し生演奏を披露したが、当初生演奏中はあまり近くで映さないことになっていた。しかし彼がダニエル・パウターの所属事務所社長に気に入られた為、当初よりも近くで映しても良い事になった為、彼が取材に行った事が功を奏したと言える。
- 2006年12月2日のテレビ宮崎の地上デジタル放送開始記念特番番組「3デジ祭り」では、テレビ宮崎の地上デジタル放送PRキャラクター「デジみる」を真似した「デジみるマン」に扮していた。また、同番組のクイズでの萩本欽一にクイズを出題して貰う為に取材に行った際のVTRのテロップで「小物タレント」と書かれていた。
- 宮崎県にある有料老人ホーム・エリシオンのラジオCMでは、見事お爺さん役をこなしている。またこのCMでは、AREA J-MORNINGで共演している柿塚日香里がお婆さん役をこなしており絶妙なコンビであるが、最後の「あんたとは行かん」と言うセリフは、柿塚本人が考えた様である。2代目のCMでは、S@koが、最近流行の「どんだけ～」と言っている。やり取りは、常にお爺さんがエリシオンについて喋り捲り、お婆さんに「一緒に行こう」と誘うも「あんたとは行かん」とか「わたしゃ一人で行くから、あんたは勝手にしないよ」と拒否され、項垂れるパターンである。
- 第1回みやざき観光文化検定3級を受験した。2008年3月14日放送のAREA J-MORNING内にて合格発表した結果、不合格に終わった（あと、1点で合格だった）。その後、リスナーから励ましのメールが寄せられていた。

## 出演番組
- ラジオ
  - AREA J-MORNING（エフエム宮崎）

- テレビ
  - UMKスーパーニュース（テレビ宮崎）- 2012年4月2日よりスポーツキャスターとして本名の迫田訓光で出演
  - 旬感！みやざき知っちょる農？（ナレーション）（テレビ宮崎）

## CM
テレビ
- ホテルマリックスマリノーヴァ

ラジオ
- エリシオン薫る坂・エリシオン霧島（有料老人ホーム）柿塚日香里と共演

## 過去に出演していた番組
- SOUL FREINDS（LOVE FM）
- WEEKLY TOP10（エフエム宮崎）
- ジャガジャガ天国（テレビ宮崎）
- 5時生テレビ（宮崎ケーブルテレビ）
- ディスカバミヤザキ（宮崎ケーブルテレビ）